# Chef de l'opposition officielle (Colombie-Britannique)
Le chef de l'opposition officielle de la Colombie-Britannique (en anglais : Leader of the Opposition of British Columbia) est un membre de l'Assemblée législative de la province canadienne de Colombie-Britannique qui dirige le parti reconnu d'Opposition officielle. Le statut va généralement au chef du deuxième parti de l'Assemblée législative.

## Liste
| #   | Leader                           | Parti                    | Début | Fin      |
| --- | -------------------------------- | ------------------------ | ----- | -------- |
| 1.  | James Alexander MacDonald        | Libéral                  | 1903  | 1909     |
| 2.  | Harlan Carey Brewster            | Libéral                  | 1911  | 1912     |
| -   | Harlan Carey Brewster            | Libéral                  | 1916  | 1916     |
| 3.  | William John Bowser              | Conservateur             | 1916  | 1924     |
| –   | Robert Henry Pooley non officiel | Conservateur             | 1924  | 1928     |
| 4.  | Thomas Dufferin Pattullo         | Libéral                  | 1929  | 1933     |
| 5.  | Robert Connell                   | PSDC                     | 1933  | 1936     |
| –   | Robert Connell                   | Social Reconstructive    | 1936  | 1937     |
| 6.  | Frank Porter Patterson           | Conservateur             | 1937  | 1938     |
| 7.  | Royal Lethington Maitland        | Conservateur             | 1938  | 1941     |
| 8.  | Harold Winch                     | PSDC                     | 1941  | 1952     |
| 9.  | Herbert Anscomb                  | Progressive Conservative | 1952  | 1952     |
| –   | Harold Winch                     | PSDC                     | 1952  | 1953     |
| 10. | Arnold Webster (en)              | PSDC                     | 1953  | 1956     |
| 11. | Robert Strachan                  | PSDC                     | 1956  | 1961     |
| –   | Robert Strachan                  | NDP                      | 1961  | 1969     |
| 12. | Thomas Berger (en)               | NDP                      | 1969  | 1969     |
| 13. | Dave Barrett                     | NDP                      | 1969  | 1972     |
| 14. | W.A.C. Bennett                   | Crédit social            | 1972  | 1973     |
| 15. | Bill Bennett                     | Crédit social            | 1973  | 1975     |
| 16. | William Stewart King             | NDP                      | 1975  | 1976     |
| –   | Dave Barrett                     | NDP                      | 1976  | 1984     |
| 17. | Robert Skelly                    | NDP                      | 1984  | 1987     |
| 18. | Michael Harcourt                 | NDP                      | 1987  | 1991     |
| 19. | Gordon Wilson                    | Libéral                  | 1991  | 1993     |
| 20. | Fred Gingell                     | Libéral                  | 1993  | 1994     |
| 21. | Gordon Campbell                  | Libéral                  | 1994  | 2001     |
| 22. | Joy MacPhail (en)                | NDP                      | 2001  | 2005     |
| 23. | Carole James                     | NDP                      | 2005  | 2011     |
| 24. | Dawn Black                       | NDP                      | 2011  | 2011     |
| 25. | Adrian Dix (en)                  | NDP                      | 2011  | 2014     |
| 26. | John Horgan                      | NDP                      | 2014  | 2017     |
| 27. | Christy Clark                    | Libéral                  | 2017  | 2017     |
| 28. | Rich Coleman                     | Libéral                  | 2017  | 2018     |
| 29. | Andrew Wilkinson                 | Libéral                  | 2018  | 2020     |
| 30. | Shirley Bond                     | Libéral                  | 2020  | 2022     |
| 31. | Kevin Falcon (en)                | BC United                | 2022  | 2024     |
| 32. | John Rustad (en)                 | Conservateur             | 2024  | en cours |